# 伏俟城
伏俟城為中世紀古國吐谷渾國都古遗址，現位于中国青海省海南藏族自治州共和县石乃亥乡，1988年9月15日公布为第五批青海省文物保护单位，2019年10月7日公布为第八批全国重点文物保护单位。